# Plegaderus marseuli
Plegaderus marseuli är en skalbaggsart som beskrevs av Edmund Reitter 1877. Plegaderus marseuli ingår i släktet Plegaderus och familjen stumpbaggar. Inga underarter finns listade i Catalogue of Life.